# Каштаньєйра-де-Пера
Каштаньє́йра-де-Пе́ра (порт. Castanheira de Pera; МФА: [kɐʃ.tɐ.ˈɲɐj.ɾɐ dɨ ˈpe.ɾɐ], Каштанє́йра-ди-Пе́ра) — муніципалітет і містечко в Португалії, в окрузі Лейрія. Розташований у центральній частині країни, на теренах історичної португальської провінції Ештремадура. Належить до Лейрійсько-Фатімської діоцезії Католицької церкви в Португалії. Права міського самоврядування має з 1914 року. Поділяється на 1 парафію. За адміністративним поділом, чинним до 1976 року, був складовою провінції Берегова Бейра. Площа муніципалітету — 66,78 км², населення муніципалітету — 3191 ос. (2011); густота населення — 47,78 осіб/км²
. Патрон — святий Домінік. Святковий день муніципалітету — 4 липня. Поштовий індекс — 3280.  Код місцевої адміністративної одиниці — 1007. Складова статистичного регіону Центр.

## Географія
Каштаньєйра-де-Пера розташована на заході Португалії, на північному сході округу Лейрія.
Каштаньєйра-де-Пера межує на північному сході — з муніципалітетом Гойш, на південному сході — з муніципалітетом Педроган-Гранде, 
на заході — з муніципалітетом Фігейро-душ-Вінюш, на північному заході — з муніципалітетом Лозан.

## Історія
1502 року португальський король Мануел I надав Каштеньєйра форал, яким визнав за поселенням статус містечка та муніципальні самоврядні права.

## Населення
| Кількість мешканців | Кількість мешканців | Кількість мешканців | Кількість мешканців | Кількість мешканців | Кількість мешканців | Кількість мешканців | Кількість мешканців | Кількість мешканців | Кількість мешканців | Кількість мешканців | Кількість мешканців | Кількість мешканців | Кількість мешканців | Кількість мешканців | Кількість мешканців |
| ------------------- | ------------------- | ------------------- | ------------------- | ------------------- | ------------------- | ------------------- | ------------------- | ------------------- | ------------------- | ------------------- | ------------------- | ------------------- | ------------------- | ------------------- | ------------------- |
| 1864                | 1878                | 1890                | 1900                | 1911                | 1920                | 1930                | 1940                | 1950                | 1960                | 1970                | 1981                | 1991                | 2001                | 2011                |                     |
| 3 972               | 4 999               | 5 959               | 6 213               | 6 523               | 5 839               | 6 116               | 6 411               | 6 330               | 5 739               | 4 825               | 5 137               | 4 442               | 3 733               | 3 191               |                     |